# Hloubětín (wijk)

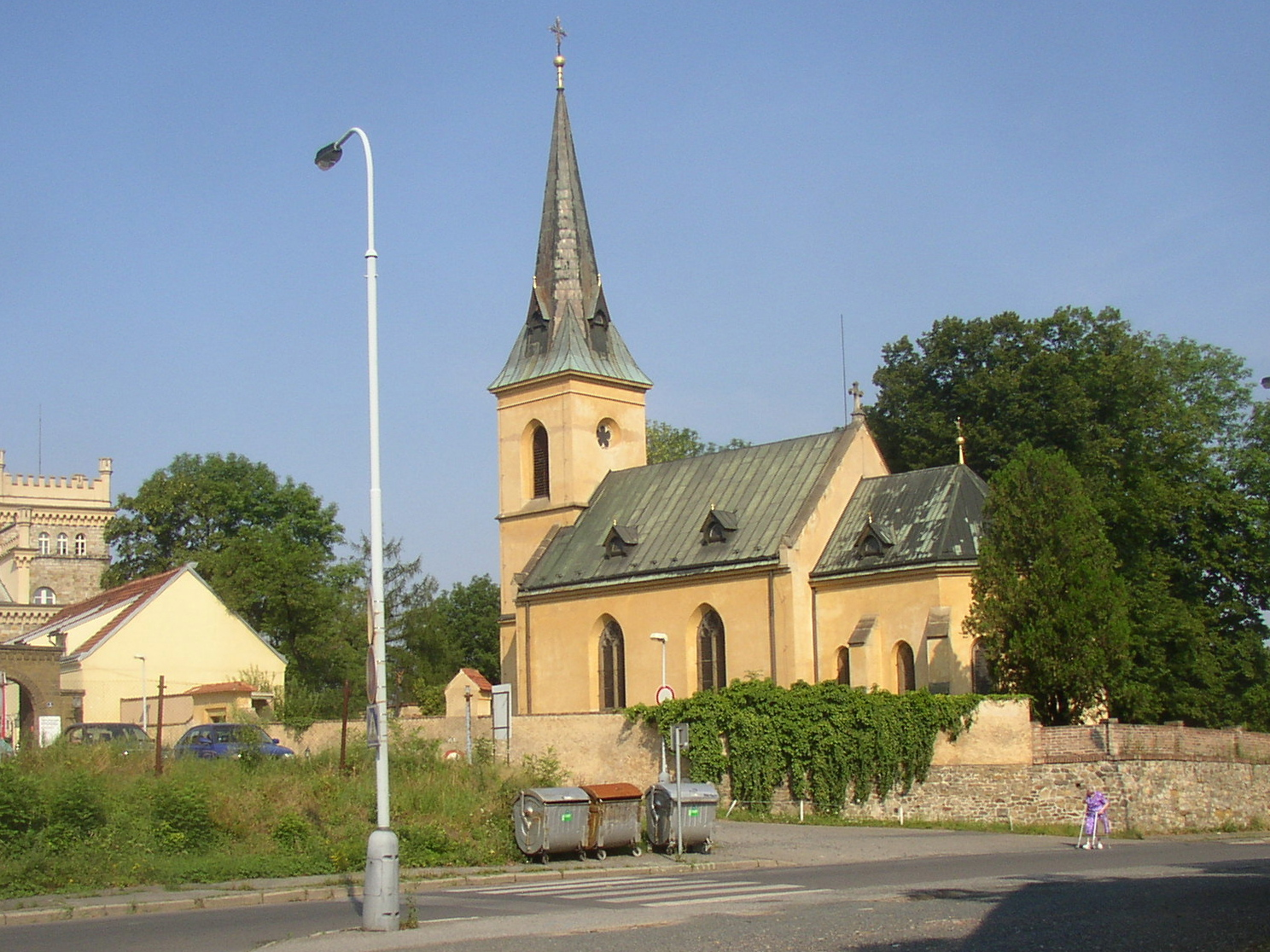
De Sint-Joriskerk (Kostel sv. Jiří)

Hloubětín is een wijk van de Tsjechische hoofdstad Praag. Sinds het jaar 1922 is het oorspronkelijke dorp onderdeel van de gemeente Praag. Sinds 1990 is de wijk verdeeld over een drietal gemeentelijke districten. Delen van Hloubětín zijn onderdeel van Praag 9 en Praag 14. Een klein deel behoort tot Praag 10. Hloubětín heeft 11.182 inwoners (16 oktober 2006).